# Judith onthoofdt Holofernes (Caravaggio)
Judith onthoofdt Holofernes (Italiaans: Giuditta e Oloferne) is een schilderij van de Italiaanse kunstschilder Caravaggio uit 1598-99, olieverf op linnen, 145 bij 195 centimeter groot. Het werk is sinds de jaren zeventig van de twintigste eeuw Italiaans staatseigendom en behoort tot de collectie van de Galleria Nazionale d'Arte Antica te Rome.

## Context
Het deuterocanonieke (door protestanten en Joden als apocrief beschouwde) boek van Judith beschrijft een periode uit de strijd tussen de Assyriërs en het Joodse volk. De Joodse stad Betulia wordt belegerd door Holofernes, een legeraanvoerder die van de Assyrische koning Nebukadnezar II de opdracht kreeg Judea te veroveren. Het Joodse volk zou Nebukadnezar vervolgens moeten aanbidden als hun god. Als de Joden in de stad op het punt staan zich over te geven dringt de mooie weduwe Judith in haar mooiste kleren het vijandelijke kamp binnen, samen met haar bediende. Ze wordt ontvangen door Holofernes, voert hem dronken en op het moment dat hij zich neerlegt om te slapen pakt ze zijn zwaard en onthoofdt hem in koelen bloede: Toen liep ze naar de bedstijl vlak bij Holofernes’ hoofd, nam daar zijn zwaard weg, [7] ging naar het bed toe en pakte hem bij zijn haren beet. Ze zei: ‘Geef me nu kracht, Heer, God van Israël!’ [8] en hakte met al haar kracht Holofernes met twee slagen het hoofd af. [9] Ze rolde zijn lichaam van het bed en haalde de draperie van de stijlen. Even later kwam ze naar buiten en overhandigde Holofernes’ hoofd aan haar slavin, [10] die het in de reiszak deed waar haar voedsel in had gezeten (Judith 13 vanaf vers 7 NBV). Judith keert met Holofernes’ hoofd terug naar haar stad en wordt als heldin onthaald. De Assyriërs raken door de dood van hun opperbevelhebber in paniek en slaan op de vlucht.

## Het schilderij

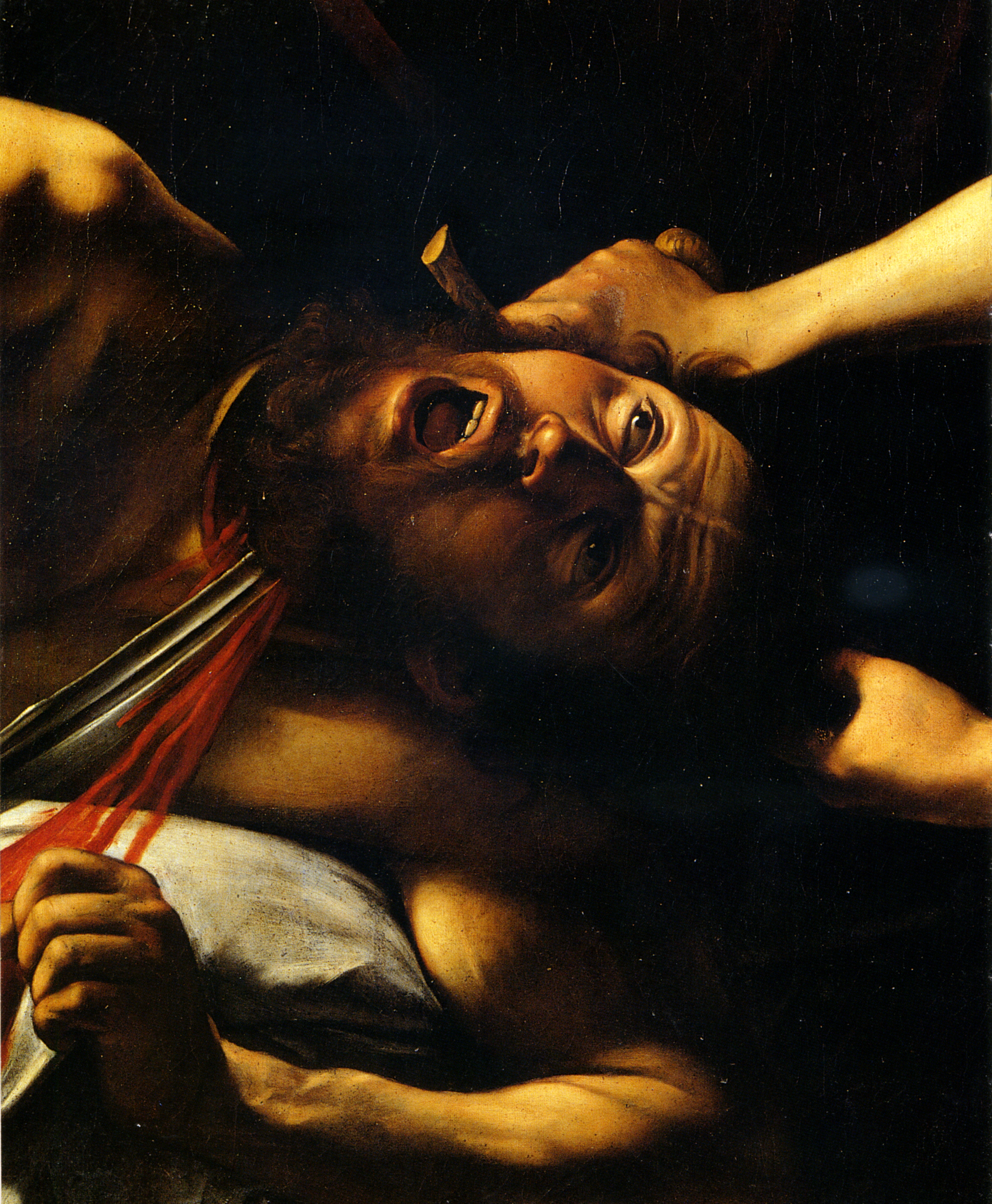
Holofernes’ emoties realistisch weergegeven

Waar tal van andere schilders Judith weergaven met het dode hoofd van Holofernes in de hand (Donatello, Botticelli), schildert Caravaggio haar precies op het moment van de gruweldaad. Het hoofd van Holofernes is nog niet geheel van zijn lichaam gescheiden en hij is nog steeds in leven. De angst en wanhoop stralen uit zijn ogen, daar waar Judith zonder triomf of passie maar eerder met afgrijzen op haar gezicht ambivalent wordt afgebeeld: ze doet wat ze moet doen.
Het schokkende tafereel geeft het schilderij een bijna erotische spanning die de religieuze implicaties overstijgt. Sommige kunsthistorici zien het werk als de ultieme incarnatie van de mannelijke angst voor de kwetsbaarheid door het vrouwelijke. Anderen brengen de macabere uitwerking van het thema ook wel in verband met een vermeende sadomasochistische voorkeur van Caravaggio. Sommigen zien in Holofernes ook wel diens zelfportret. Caravaggio verwerkte overigens vaak gewelddadige elementen in zijn werk en stond ook in het dagelijks leven bekend als extreem gewelddadig. Hij liep altijd met dolken en grote zwaarden, was betrokken bij meerdere extreme geweldsincidenten, culminerend in de moord op een zekere Runaccio Tomassoni in 1606, in een gevecht na een weddenschap. Dat laatste leidde uiteindelijk tot zijn verbanning uit Rome.

## Context

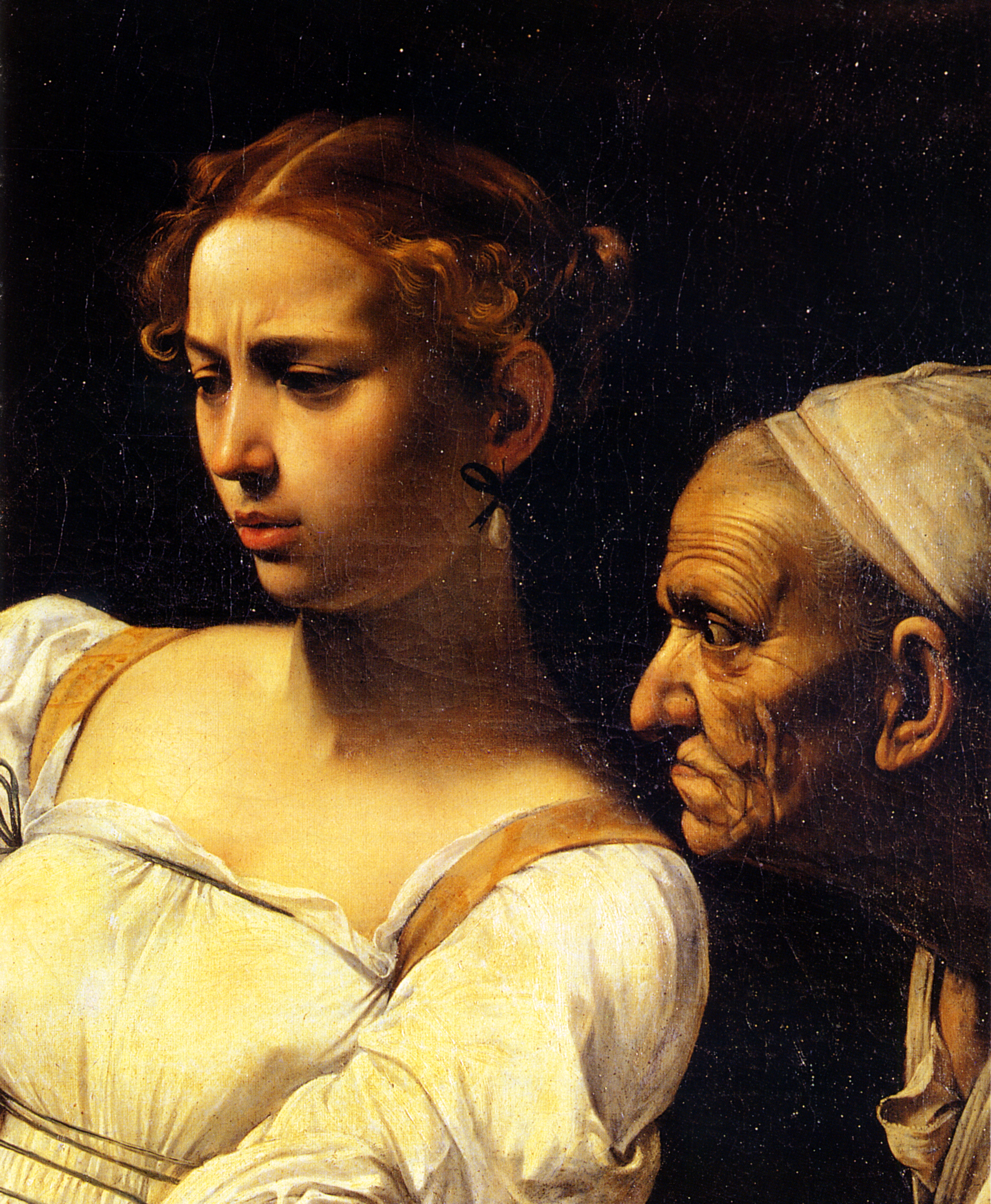
Judith en Abra, realistisch en gedetailleerd getekend

Judith onthoofdt Holofernes moet als kunstwerk geplaatst worden in de tijd van de reformatie, rond 1600, toen veel protestantse groeperingen zich afkeerden van de katholieke kerk. In Rome, als het absolute centrum van de katholieke kerk, werden de volgelingen van Luther, Calvijn en Zwingli niet alleen gezien als afvalligen, maar nadrukkelijk als ketters. De opvatting was er algemeen dat ketterij fel bestreden moest worden en dat daarbij alle middelen geoorloofd waren. Zo riep paus Gregorius XIII herhaaldelijk op om Elizabeth I van Engeland te vermoorden, omdat zij ernstige schade had toegebracht aan de Katholieke kerk. Toen in 1572 tijdens de Bartholomeusnacht duizenden Hugenoten waren vermoord werd in Rome het Te Deum gezongen. In de bestrijding van ketterij was elk middel geoorloofd en als het nodig was om daartoe iemand te vermoorden was dat geen misdaad maar een heroïsche, bijna heilige daad. Ook Caravaggio's werk kan in dat licht begrepen worden.

## Stijl
Caravaggio toont zich in Judith onthoofdt Holofernes een meester in het weergeven van emoties. Hij staat bekend als de eerste die het aandurfde om heilige figuren, in andere werken bijvoorbeeld ook Maria, niet geïdealiseerd maar realistisch weer te geven, met al hun onvolkomenheden. In de uitwerking van het gezicht en de handen van de figuren op het schilderij, zeker ook van Judiths oude meid Abra (die in het Bijbelverhaal overigens buiten wacht en daarin een jonge vrouw is) zijn de rimpels tot in detail te zien.
Caravaggio schilderde altijd direct naar de werkelijkheid. Hij bezocht tijdens zijn leven diverse onthoofdingen, die in het Rome van die tijd aan de orde van de dag waren, en gebruikte het ook vaker als thema (zie: De onthoofding van Johannes de Doper, 1608). Het model voor Judith was waarschijnlijk Lena Melandroni, een prostituee die vaker voor hem model stond.
Het schilderij van Caravaggio valt verder op door aanwending van het clair-obscur: de hoofdpersoon wordt beschenen door een kunstmatig sterk licht, tegen een donkere, nachtelijke achtergrond. Ook hierin was hij duidelijk vernieuwend. Later zou deze techniek terugkeren bij Rembrandt en andere Hollandse meesters.

## Tweede versie

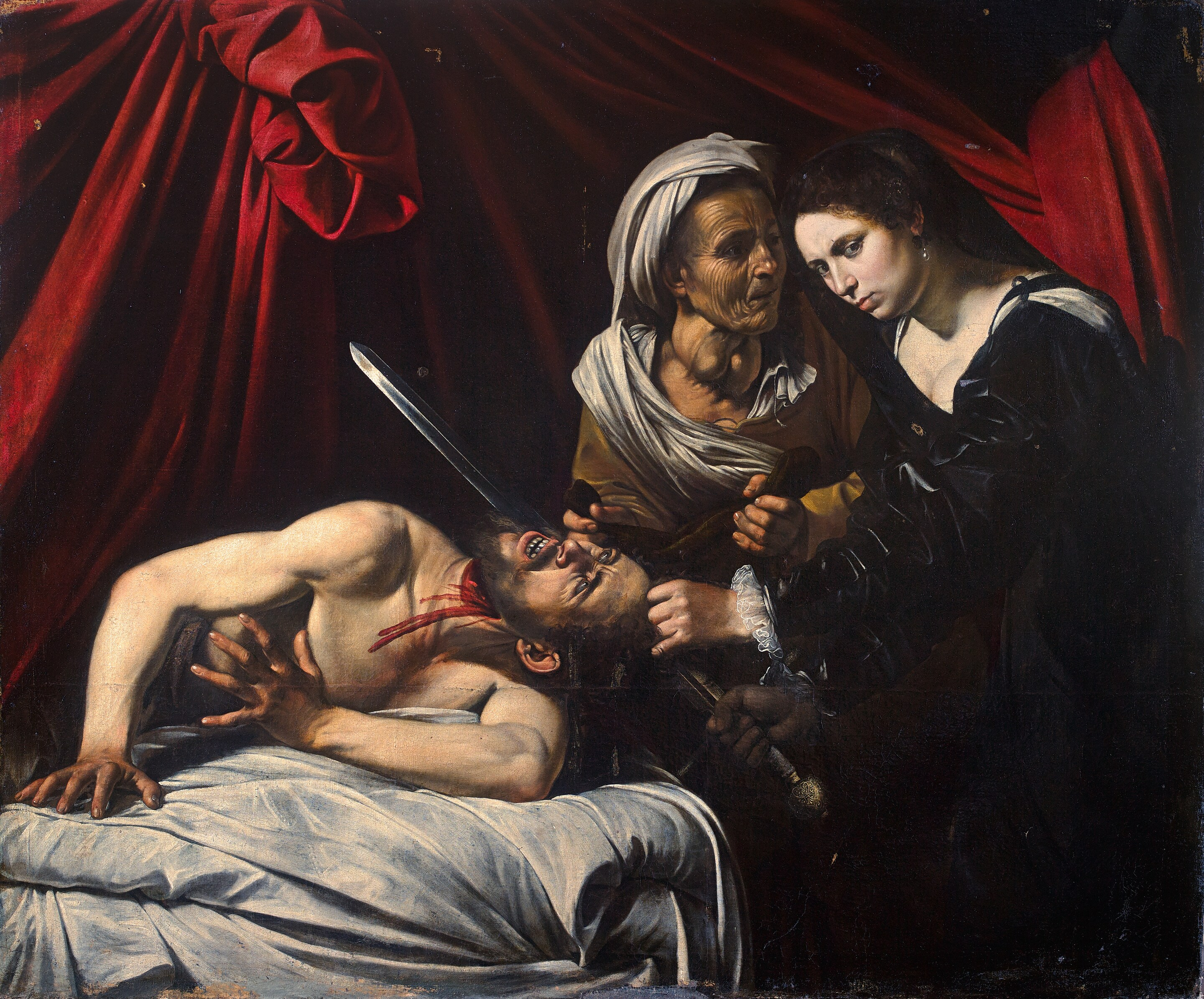
Het schilderij dat in 2014 gevonden werd.

Van het schilderij bestaat een tweede versie. Het doek verdween zo'n driehonderd jaar geleden. In 2014 werd in Frankrijk bij de reparatie van een lekkage op een zolder in een holte van een muur een schilderij met eenzelfde soort voorstelling gevonden. Er bestaat discussie of dit schilderij daadwerkelijk een echte Caravaggio is. Twee experts schreven het na de vondst toe aan de Vlaming Louis Finson, die kopieën maakte van het werk van Caravaggio. De Franse kunstkenner Eric Turquin beweert dat de gevonden versie het verdwenen kunstwerk van Caravaggio moet zijn. Hij wijst daarbij met name op de handen van Holofernes: "Je kan zien dat de kunstenaar de vingers een aantal keren heeft verplaatst tot ze perfect stonden. Een kopiist doet dat niet."